# Abbadia Lariana

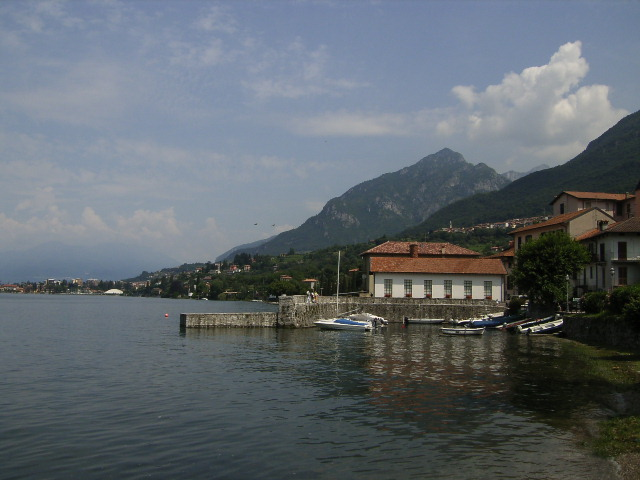
Pequeno porto de Abbadia Lariana

Abbadia Lariana é uma comuna italiana da região da Lombardia, província de Lecco, com cerca de 3.151 habitantes. Estende-se por uma área de 17,09 km², tendo uma densidade populacional de 185 hab/km². Faz fronteira com Ballabio, Lecco, Mandello del Lario, Oliveto Lario, Valbrona (CO).

## Demografia
| Variação demográfica do município entre 1861 e 2011                               |
|                                                                                   |
| Fonte: Istituto Nazionale di Statistica (ISTAT) - Elaboração gráfica da Wikipedia |

## Turismo
O Museo de Seda Monti (Civico Museo Setificio Monti) localiza-se numa antiga fábrica de fiação. A peça de exposição mais importante é uma antiga roda hidráulica transformada por Pietro Monti numa fiação de seda. Nota-se que antigamente toda a região ao redor da cidade de Como e de Lecco era famosa pelas suas manufaturas de seda. Atualmente somente Como ainda mantém vivo a tradição da fiação de seda.